# Marianne Beate Kielland
Marianne Beate Kielland (Lørenskog, Noruega, 12 de octubre de 1975) es una mezzosoprano noruega.

## Biografía
Nacida en el 12 de octubre de 1975 Lørenskog, estudió en la Academia Noruega Estatal de Música en Oslo, donde se graduó en la primavera de 2000. 
Kielland se ha establecido rápidamente como una de las cantantes líricas más importantes de Noruega, y trabaja con regularidad con todas las principales orquestas y festivales de Noruega. Ha colaborado con directores de orquesta como Philippe Herreweghe, Daniel Reuss, Andreas Spering, Christoph Spering, Helmuth Rilling, Manfred Honeck, Claus Bantzer, Iona Brown, Ari Rasilainen, Joshua Rifkin, Harry Christophers, Edward Higginsbottom, Philip Pickett y Helmut Müller-Brühl.
En la temporada 2001-2002 fue miembro del ensamble del Staatstheater de Hannover. Como cantante de concierto ha ofrecido actuaciones en Alemania, Austria, Francia, Luxemburgo, Suiza, Israel, Eslovenia, Suecia y los países bálticos. Participó en el Festival de Haydn en Eisenstadt, Austria, y con la Orquesta Filarmónica de Halle. Interpretó canciones de Edvard Grieg en Münster, Alemania; canciones de Arnold Schoenberg en el Festival de Bregenz en Austria; el Requiem de Mozart y el de Salieri en Francia y Luxemburgo. Asimismo, interpretó cantatas de Bach en Colonia y la Pasión según San Mateo de Bach en Hamburgo y en Colonia.

## Premios y reconocimientos
- 2009 – Nordlysprisen.

## Discografía selecta[2]
- 2003 – J.S. Bach: Markuspasjonen. Norsk Barokkorkester, Edward Higginsbottom.
- 2003 – Alf Hurum: Fandango - Complete Songs with Piano. Øyvind Aase.
- 2004 – J.S. Bach: Messe in h-moll BWV 232. Kölner Kammerorchester, Dresdner Kammerorchester, Helmut Müller-Brühl.
- 2004 – Vivaldi: Gloria, Kyrie. Nidarosdomens jentekor, Norsk Barokkorkester, Edward Higginsbottom
- 2004 – Bjerkreim: Kong David Oratorie Kor Z.
- 2005 – J.S. Bach: Alto solo cantatas BWV 53, 54, 169, 170 & 200. Kölner Kammerorchester, Helmut Müller-Brühl.
- 2005 – J.S. Bach: Alto solo cantata BWV 35. Kölner Kammerorchester, Helmut Müller-Brühl
- 2005 – J.S. Bach: Vergnügte Pleissenstadt BWV 216. Osaka Bach Ensemble, Joshua Rifkin.
- 2006 – J.S. Bach: Matthew Passion. Dresdner Kammerchor, Kölner Kammerorchester, Helmut Müller-Brühl.
- 2009 – Come away death. Sergei Osadchuk. (Canciones de Korngold, Plagge, Sibelius, Ratkje, Finzi og Músorgski).
- 2010 – Händel: Cantatas for solo alto. Bergen Barokk.
- 2011 – Veslemøy synsk. Nils Anders Mortensen piano. (Ciclo de canciones de Olav Anton Thommessen, basado en el texto Haugtussa del poeta noruego Arne Garborg.)